# Dżunajnat Raslan
Dżunajnat Raslan – miasto w Syrii, w muhafazie Tartus. W 2004 roku liczyło 2885 mieszkańców.